# Salix taishanensis
Salix taishanensis là một loài thực vật có hoa trong họ Liễu. Loài này được C. Wang & C.F. Fang miêu tả khoa học đầu tiên năm 1980.